# Low Roar
Low Roar fue un proyecto islandés de post-rock/electrónica del músico estadounidense Ryan Karazija.

## Historia
Después de liderar la banda californiana de indie rock Audrye Sessions de 2002 a 2010, Ryan Karazija se mudó a Reikiavik, la capital de Islandia, y comenzó el nuevo proyecto Low Roar, lanzando un álbum homónimo en 2011. El segundo álbum, 0, fue lanzado en 2014 por Tonequake Records, seguido de Once in a Long, Long While ... a mediados de 2017 por Nevado Records. El cuarto álbum, Ross, fue lanzado en noviembre de 2019 por No Paper Records.maybe tomorrow, se lanzó a mediados de 2021.I el último hasta la fecha House In The Woods,Lanzado a principios de 2025.
La discografía de la banda aparece en gran medida en el videojuego de 2019 Death Stranding, por una colaboración con el diseñador de videojuegos Hideo Kojima, luego de que Kojima escuchara su música en una tienda de CD en Reikiavik, la cual describió como "sensual y única".
El 29 de octubre de 2022 se dio a conocer por redes sociales que Ryan falleció a la edad de 40 años, debido a complicaciones con una neumonía. También que su sexto álbum se lanzaría finalmente.

## Discografía

### Álbumes
- Low Roar (2011)
- 0 (2014)
- Once in a Long, Long While... (2017)
- ross. (2019)
- maybe tomorrow... (2021)
- House In The Woods(2025)

### EPs
- Casio Dream House EP (2014)
- Hávallagata 30 EP (2014)
- Remix EP (2015)
- Inure (2020)[13]

## Composición
- Ryan Karazija - voz, guitarra, arpa, órgano, percusión y teclados

### Coautores y colaboradores
- Andrew Sheps - bajo, teclados, coautor y productor
- Logi Guðmundsson - multiinstrumentista
- Leifur Björnsson - multiinstrumentista